# Rozrzut pocisków

Określanie średniego punktu trafienia przy rozrzucie przestrzelin

Rozrzut pocisków – zjawisko polegające na tym, że pociski wystrzelone z tej samej broni, przy tych samych nastawach (celowaniu w jeden punkt) nie uderzają w ten sam punkt. 
Przyczynami rozrzutu są:
1. Różnice w prędkości początkowej pocisku. Różnice te mogą być spowodowane różnicami w wadze ładunku miotającego, jego strukturze czy temperaturze.
2. Różnice w kącie rzutu i kierunku strzelania. Spowodowane mogą być niejednakowymi nastawami, niedokładnym celowaniem lub zmianami pozycji broni (osiadanie) oraz martwymi ruchami mechanizmów (luzy w urządzeniach).
3. Warunkami lotu pocisku (balistyka zewnętrzna). Różnice w warunkach atmosferycznych, różne kształty pocisków (niedoskonałości wykonania) wpływają na donośność, mogą też spowodować odchylenie w bok od zamierzonej trajektorii.

Zlikwidowanie rozrzutu jest niemożliwe, natomiast można go zmniejszyć przez dokładniejsze wykonanie broni (zobacz karabin wyborowy), właściwe jej utrzymanie (minimalizowanie ruchów martwych), właściwe celowanie oraz segregowanie amunicji (używanie tej samej partii) i jej przechowywanie w warunkach zapewniających jednakową temperaturę.